# 静岡県警察SRP
静岡県警察SRP（しずおかけんけいさつエスアールピー）は、静岡県警察機動隊のこと。「Shizuoka Riot Police」の略称である。

## 概要
2006年11月17日に行われた「平成18年度御前崎港テロ対策合同訓練」において、テロリストの制圧を担当した機動隊員が専用の突入服を着用し、「SRP」と記載したワッペンを付けていたことから、軍事専門誌「コンバットマガジン」や「ストライクアンドタクティカルマガジン」などで県警の特殊部隊ではないか、と報道された。ところが、後日「静岡県警察機動隊」の略称であることが明らかとなった。
「SRP」という略称を主に用いているものは、銃器対策部隊内に設置された突入班である。テロ対策や銃器を用いた立てこもり事件への対応を任務としており、静岡県内の重要港湾（清水港、田子の浦港、御前崎港）で毎年行われるテロ対策合同訓練や、静岡県警察の年頭視閲式でその姿を確認することができる。2008年1月29日に行われた陸上自衛隊駒門駐屯地における治安出動共同実働訓練では、陸自第1師団隷下の第34普通科連隊と共に武装工作員の包囲・制圧訓練に参加した。
装備は多彩であり、ヘルメット、出動服、ボディアーマーの形状が年頭視閲式や公開訓練ごとに異なることが多々ある。また、隊員はヘリコプターからのリペリング降下技術も取得している。

## 装備
- 機関けん銃
H&K社製MP5Fを装備。公開訓練の際は東京マルイのエアソフトガン「MP5-J」を使用。
- 自動式けん銃
S&W社製M3913を装備。公開訓練の際はS&W M4013のエアソフトガンを使用。
- 高圧放水器
高圧で水を発射する装置。犯人制圧に使用する。
- ヘルメット
ケブラー製のフリッツ型黒色ヘルメットを使用。2008年に行われた静岡県警、山梨県警、神奈川県警と陸上自衛隊第34普通科連隊との合同訓練では、このヘルメットに防弾仕様のフェイスシールドを装着していた。公開訓練でフェイスシールドを装着していない場合は、目を保護するゴーグルやサングラスを装着していることが多い。また、2010年にはABS樹脂製のヘルメットの使用が確認されている。
- アサルトスーツ
灰色の突入服。
- 防弾ベスト
頸部や下腹部を保護する防弾プレートが取り付けられており、左胸に"SRP"と緑色で記されている。
- タクティカルベスト
無線機や予備弾倉入れ（右側にけん銃用、左側にMP5用）が取り付けられている。また、頸部を保護するための「襟」がついている。
- 出動服
一般の機動隊員の紺色の出動服と、灰色の出動服との2種類がある。以前から後者がよく用いられてきたが、2011年の年頭視閲式においては前者を着用していた。

※また、公開訓練では特型警備車や特型遊撃車を使用している。